# Historische rekenpenningen in de Lage Landen
Met rekenpenningen werd vanaf de 12e eeuw tot de 16e eeuw in West-Europa, waaronder de Lage Landen / Nederlanden, gerekend op een rekenbord of rekendoek. Voor het woord 'rekenpenning' wordt ook vaak het uit het Frans afkomstige woord jeton gebruikt, maar "jeton" kan, net als het Engelse begrip "token", ook verwijzen naar gildepenningen, speelpenningen, toegangspenningen of bijvoorbeeld door grootwinkelbedrijven verzorgde penninkjes voor verrekening van klein geld, bij een gebrek aan dat laatste.
Het rekenbord of -doek, waarbij op horizontale lijnen van verschillende waarde met penningen, steentjes of anderszins werd opgeteld, afgetrokken, vermenigvuldigd etc., bestond al bij de Romeinen maar was in de middeleeuwen buiten gebruik geraakt. De opbloeiende handel in Italië en Frankrijk zorgde voor hernieuwde introductie, waarbij het systeem rond 1600 in onbruik geraakte door de invoering van nieuwe rekenmethoden en pen en papier.
Rekenpenningen waren al vanaf het begin van decoratie voorzien. In de tweede helft van de 16e eeuw werd die decoratie vooral in de Habsburgse Nederlanden van politieke aard. Uiteindelijk was dat politieke karakter zo belangrijk dat het een van de redenen was dat ze nog werden geïntroduceerd lang nadat niet meer met rekenbord of rekendoek werd gerekend.
Vanaf het midden van de 17e eeuw begon de rekenpenning zich meer en meer als speelpenning of fiche te manifesteren, waarbij door de producenten (Neurenberg was een groot centrum) vaak werd teruggegrepen naar historische rekenpenningen, maar dan meestal in verkleinde vorm.

## Algemene uitvoering en codering
De meeste rekenpenningen worden geslagen in koper, messing of zilver - hoogst zelden, en dan waarschijnlijk al als speelpenning, in schildpad of walvisbalein - en lijken oppervlakkig dan ook op munten. Omdat ze met de hand moeten worden gelegd op het bord of doek, zijn ze ongeveer een duim ofwel rond 25 mm in doorsnee en voor betere stapelbaarheid is de aangebrachte decoratie niet diep. 
Hieronder een foto van voor- en keerzijde van een messing Neurenbergse rekenpenning van (ongeveer) 1553, waarop bord (of rekendoek op een tafel) en de rekenaar te zien zijn.

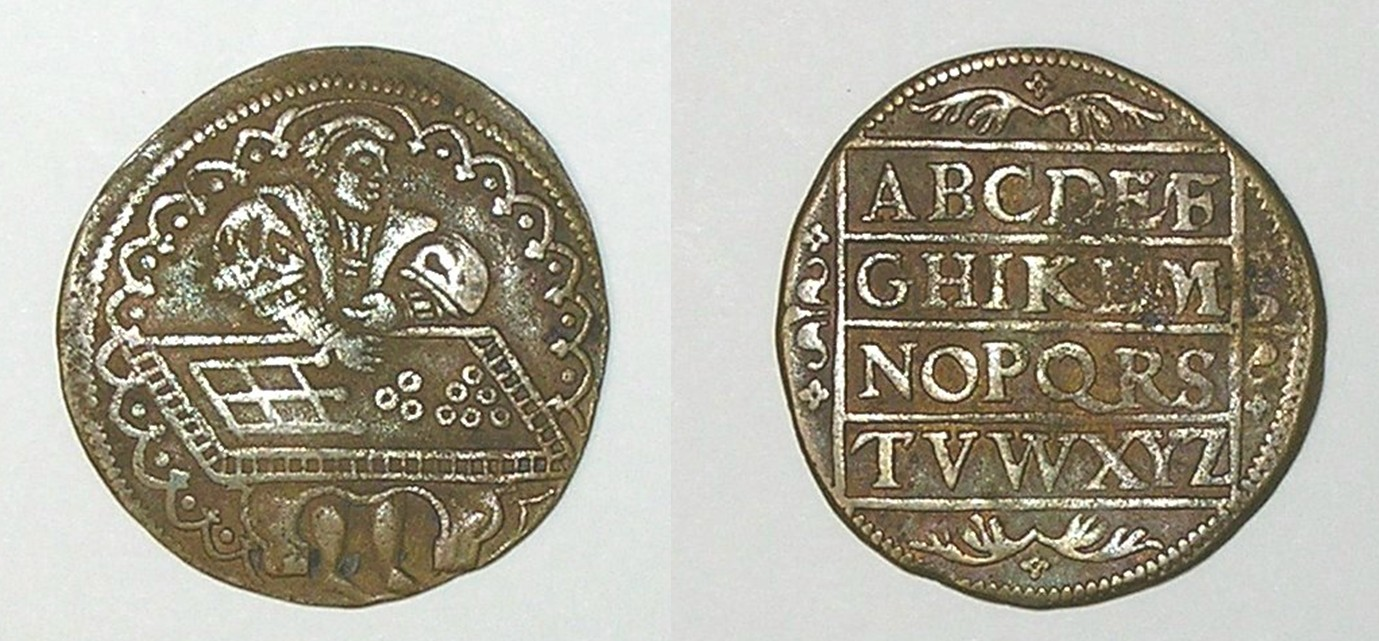
Neurenberger rekenpenning rond 1553.

Vervolgens een foto van een overigens uiterst zeldzaam schildpadexemplaar met een portret van Sybille en op de keerzijde om een monogram de tekst AMOR NOS IVNGIT, ofwel de liefde verbindt ons.

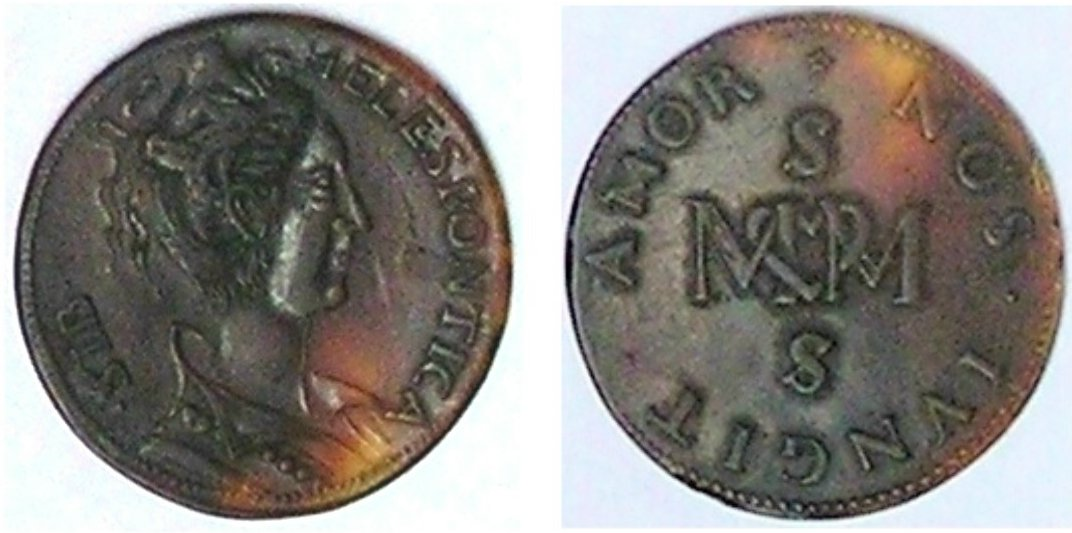
Schildpad jeton, 17e eeuw, Sybille, keerzijde monogram en omtekst AMOR NOS IVNGIT

In de 19e eeuw heeft dr. J. F. Dugniolle een standaardwerk over rekenpenningen van de Habsburgse Nederlanden geschreven met de naam Le jeton historique des 17 provinces des Pays-Bas (4 delen, Brussel 1876/1880). De door hem ingevoerde nummering wordt in het volgende voor rekenpenningen uit onze omgeving aangehouden als Dug.... met op de puntjes maximaal 4 cijfers.
Niet alle jetons die Dugniolle vermeldt zijn echter rekenpenningen. Een voorbeeld daarvan is de volgende jeton, die daadwerkelijk een gildepenning is van het Antwerpse gilde van de leren broekenmakers van 1563, waar op één zijde het spanraam voor het snijden van de delen voor die broeken is afgebeeld. Deze jeton is naar alle waarschijnlijkheid nooit als rekenpenning gebruikt, omdat hij als een "identiteitspapier" voor het betreffende lid van het gilde diende.

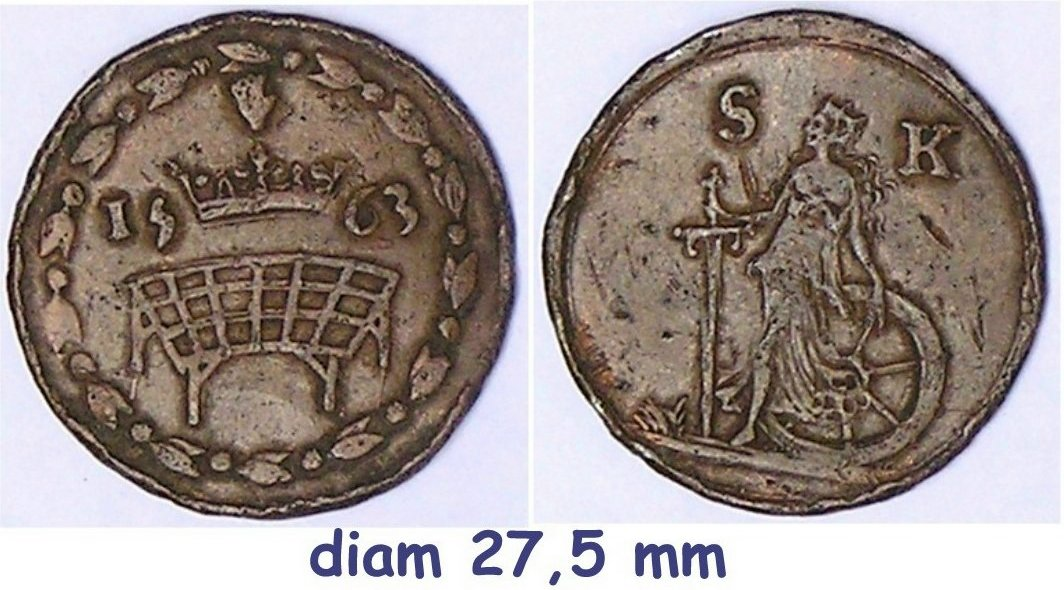
Gildepenning van het Antwerpse gilde van leren broekenmakers, 1563, Dug2367

## Het leg
Het is zeer waarschijnlijk dat met de in zo grote aantallen en verscheidenheid geslagen vroege rekenpenningen weinig werd gerekend en dat ze ook door vorsten en andere heersers als beloning voor graag geziene hovelingen en priesters dienden. Ook zullen ze als pasmunt zijn gebruikt in een schaars geldcircuit.
In de 16e eeuw kregen de klerken bij de diverse Rekenhoven meestal elk jaar een nieuwe set van 144 rekenpenningen, genoemd "een leg", in koper of messing. De bestuurders van de diverse instellingen kregen ook een leg maar dan in zilver, vaak in een mooi zilveren kokertje. Begrijpelijk dat de bestuurders, die vaak niet eens wisten hoe ze ermee om moesten gaan, hun leg niet kwijt wilden, hoewel er al lang niet meer met rekenpenningen werd gewerkt. In Noord-Nederland stopte het gebruik pas laat in de 17e eeuw, terwijl sommige bestuurders daarna hun oorspronkelijke jaarlijkse leg in zilver nog enkele decennia in geld uitbetaald kregen.
Van het gewest Holland is bijvoorbeeld een resolutie van 1723 bekend, waarin werd bepaald om aan 12 bestuurders elk een bedrag van 81 gulden als compensatie voor het niet meer geslagen leg uit te keren.

## Gebruik als geld
Het staat vast dat een belangrijk deel van de als aardigheidje door de vorst gegeven vroege rekenpenningen als betaalmiddel in circulatie werd gebracht, evenals de latere jaarlijkse overtollige rekenpenningen van de klerken - en zelfs wellicht de bestuurders - of in het geval van zilveren exemplaren voor verwerking door zilversmeden of het munthuis werden aangeboden. Dit wordt onder meer aangetoond door de grote aantallen zwaar versleten en daarom ook niet verzamelwaardige rekenpenningen die nog in de bodem worden gevonden of die nog bewaard zijn gebleven, nadat ze in ieder geval na onze geldsanering in het midden van de 19e eeuw niet meer voor betaling konden worden gebruikt. Het gebruik van een leg op het rekenbord of -doek zou in enkele jaren van gebruik niet zo'n slijtage veroorzaken.
Er is weinig bekend over het gebruik van rekenpenningen in het zakelijk verkeer, zoals bij de boekhouding van kooplui of als hulpmiddel voor geldwisselaars. Daar zal een penning langer in gebruik zijn gebleven, maar zal slijtage in het algemeen ook gering zijn.
Speelpenningen werden ook al vroeg gebruikt bij kaart- of bordspelen. Bij het spel in herbergen en dergelijke gelegenheden zal het toch meestal om geldelijk gewin zijn gegaan en waarschijnlijk hebben oudere rekenpenningen daarbij ook een rol gespeeld, hetgeen aan hun rol in de geldcirculatie geen afbreuk doet.
Als voorbeeld hieronder een zwaar gesleten jeton van 1620 uit de Zuidelijke Nederlanden. Deze jeton was ongeveer even zwaar en even groot als een destijdse "oord", een koperen munt van twee duiten. Ook door de afbeelding van Albert en Isabella werd een soort autorisatie voor het gebruik als geld gesuggereerd.

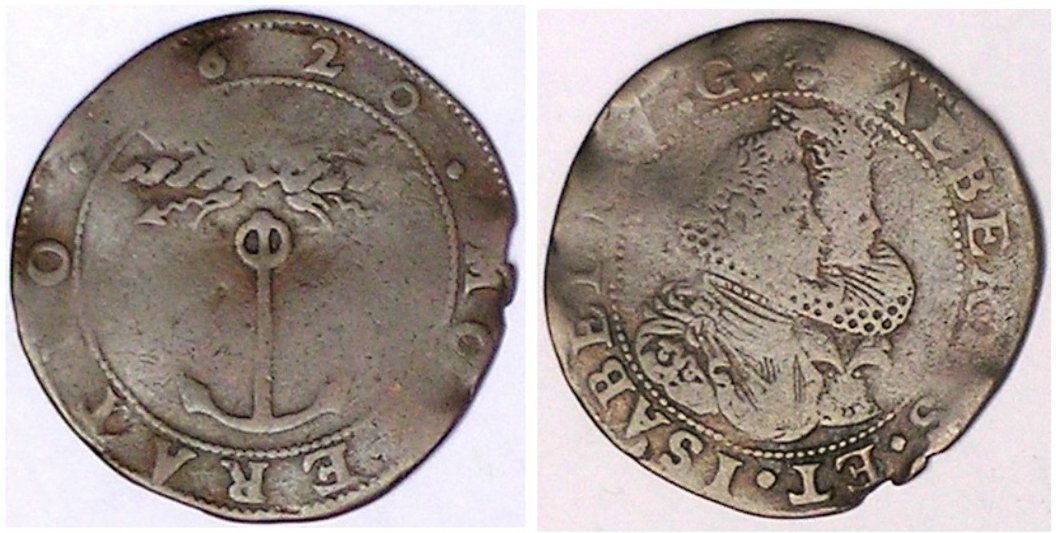
Voorbeeld van een zwaar gesleten jeton met Albert en Isabella, Dug3766, op het terugzenden van de gevangenen door Spinola

## Voorbeelden van historische rekenpenningen
Als eerste een vroege satirische rekenpenning uit Dordrecht, geslagen in of vlak na 1553. Het onderwerp betreft de strijd om uitleg van de bijbel - de goddelijke drie-eenheid - tussen Johannes Calvijn en Michael Servet, die in december 1553 in Geneve voor de laatste zeer beroerd afliep: hij werd levend verbrand. Aan één zijde zijn afgebeeld een man met balk en een ander met een splinter in zijn oog, omtekst O SCHALC TREC VTH V BALCK (het vers over de balk in eigen oog en de splinter in andermans oog - van het boek Lucas uit net Nieuwe Testament - LU.6.C). De andere zijde vertoont een uil met bril bij een kaars en het omschrift WAT BAT KERS OF BRIL DI NIT SIEN EN WIL (wat heeft men aan een kaars of bril als men niet zien wil?).  In Dugniolle zijn er pakweg twintig varianten van deze jeton bekend.

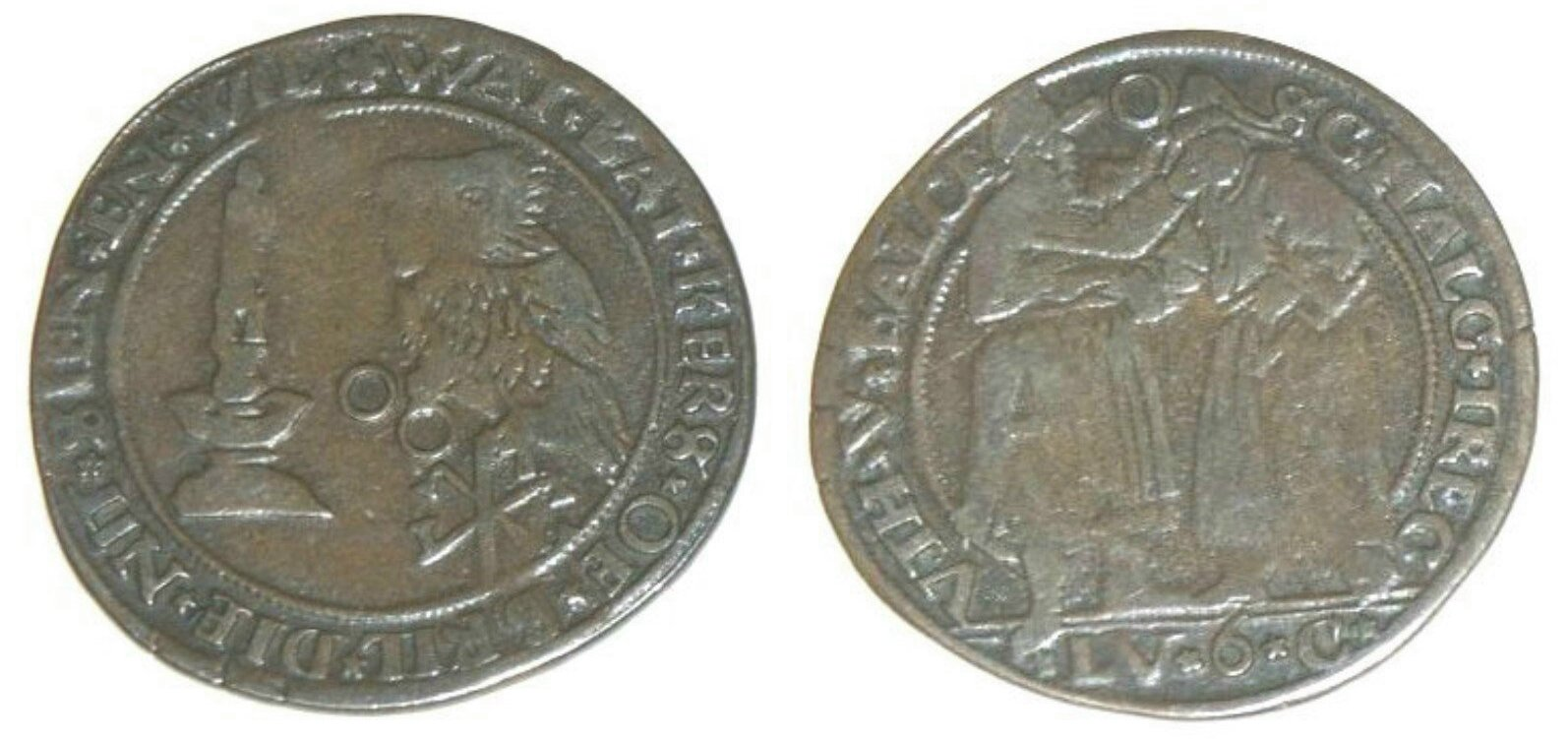
Satirische jeton, Dordrecht 1553 of iets later, op de godsdiensttwist tussen Calvijn en Servet, Dug1934

Een andere satirische rekenpenning die door Dugniolle wordt vermeld onder nummer 2703 is gewijd aan het mislukte beleg van Karel de Stoute van de nu Duitse stad Neuss in 1475. In 1576 wordt deze rekenpenning geslagen als een 100-jarige herinnering van dat mislukte beleg en waarschijnlijk als opsteker voor de onderdanen van de noordelijke Nederlanden. Wij zien geweldige "neuzen" met omteksten DEN GVLDEN VAN NAZARIVS en LEYFHEBBER DER NVESEN 1576.

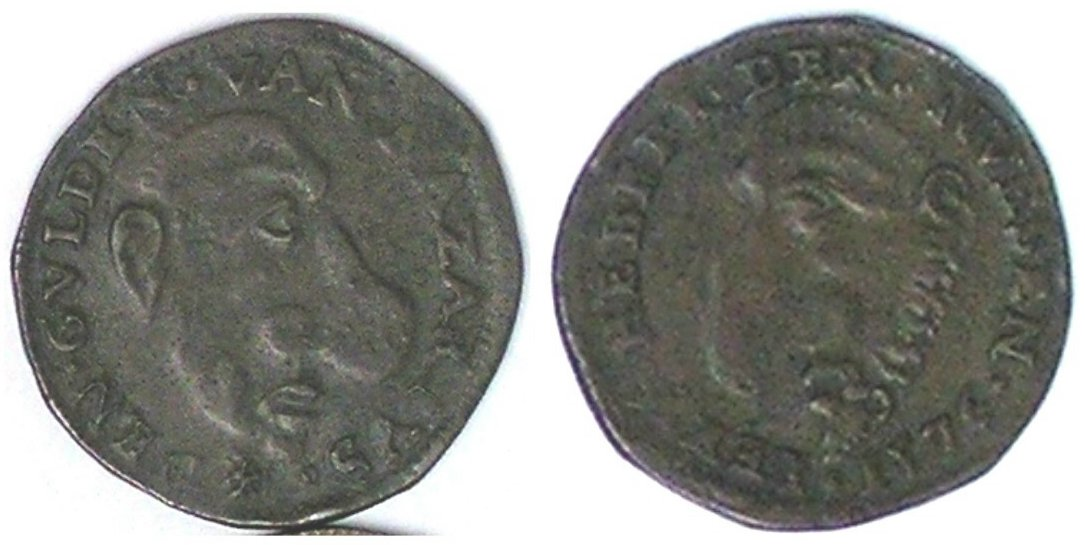
Jeton 1576, op het destijds mislukte beleg van Neuss, Dug2703

In 1580 stond Maastricht nog geheel aan de zijde van Philips II. Getoond wordt een rekenpenning uit die tijd met Philips II en een vleiend omschrift en op de keerzijde de wapens van Brabant, Limburg en Luxemburg tussen vuurstalen. In het omschrift, beginnend met "G." voor gectoir (soms ook getone of gectoni) ofwel het oude woord voor jeton, is ook nog Namen vermeld.

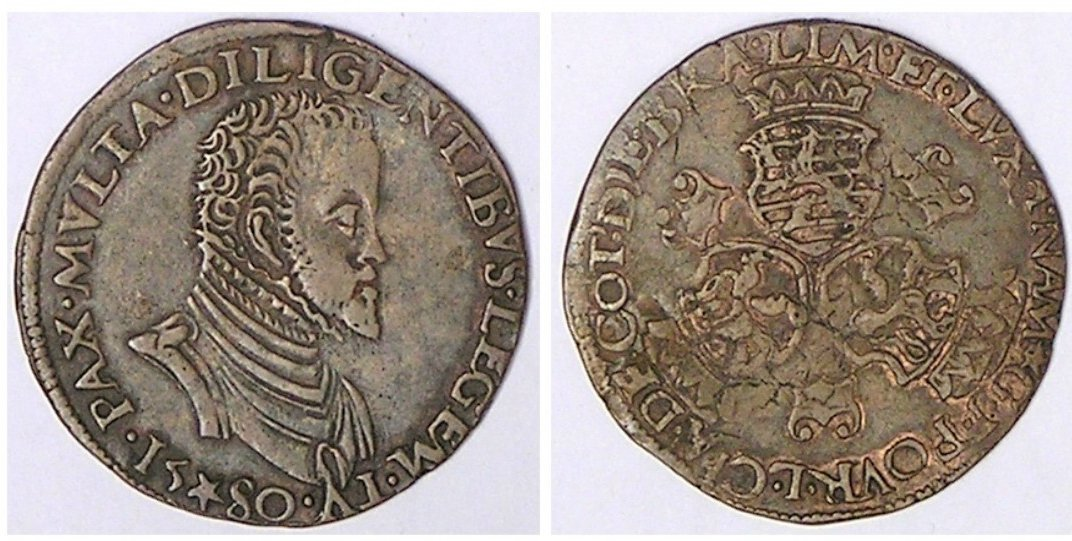
Jeton, Maastricht 1580, de gewone uitvoering voor een Rekenhof, hier voor Brabant, Limburg, Luxemburg en Namen, Dug2819

Een rekenpenning, in 1584 geslagen in Utrecht, met de oproep tot waakzaamheid.

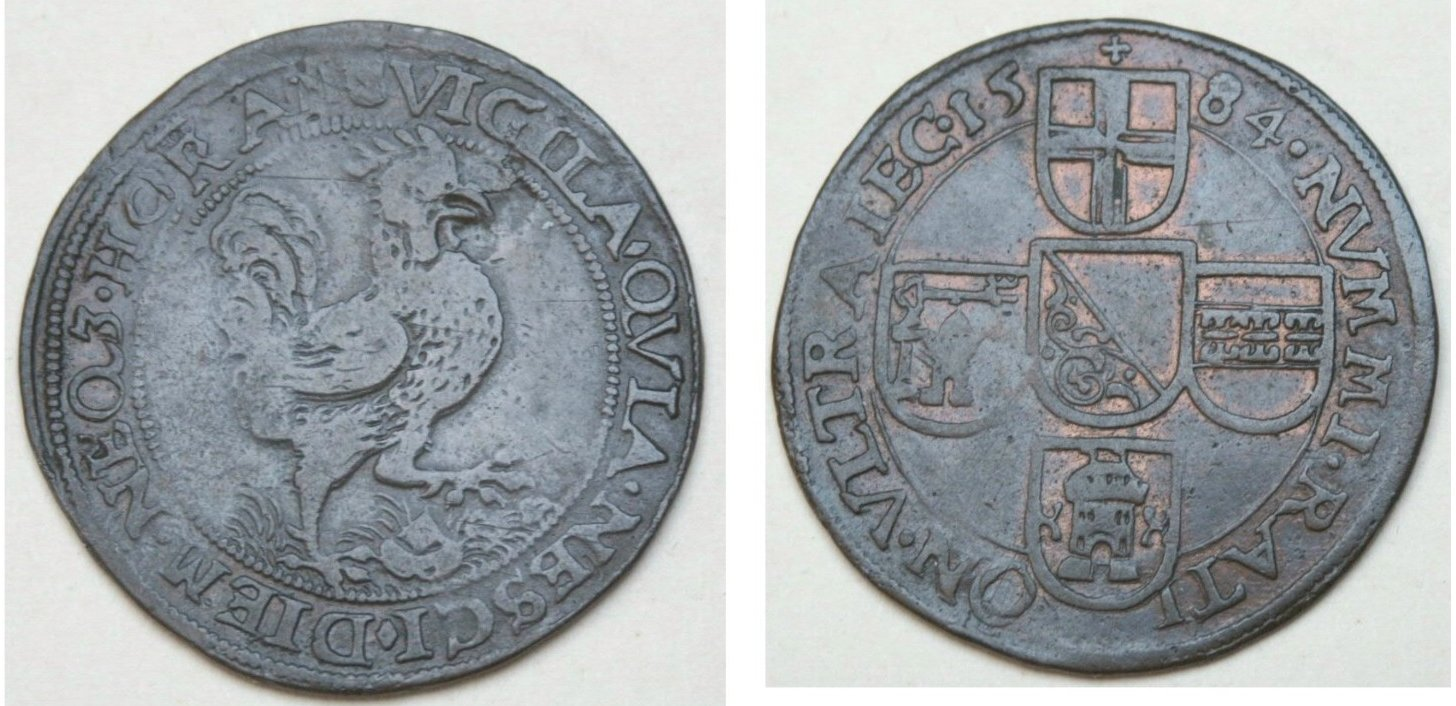
Jeton, Utrecht 1584, oproep tot waakzaamheid, Dug3003

In Dordrecht werd in 1587 een rekenpenning geslagen op de heersende hongersnood in het door de Spanjaarden overheerste Artois in de zuidelijke Nederlanden. We zien een Spanjaard tussen de honger en de dood, terwijl de keerzijde een hoorn des overvloeds afbeeldt.

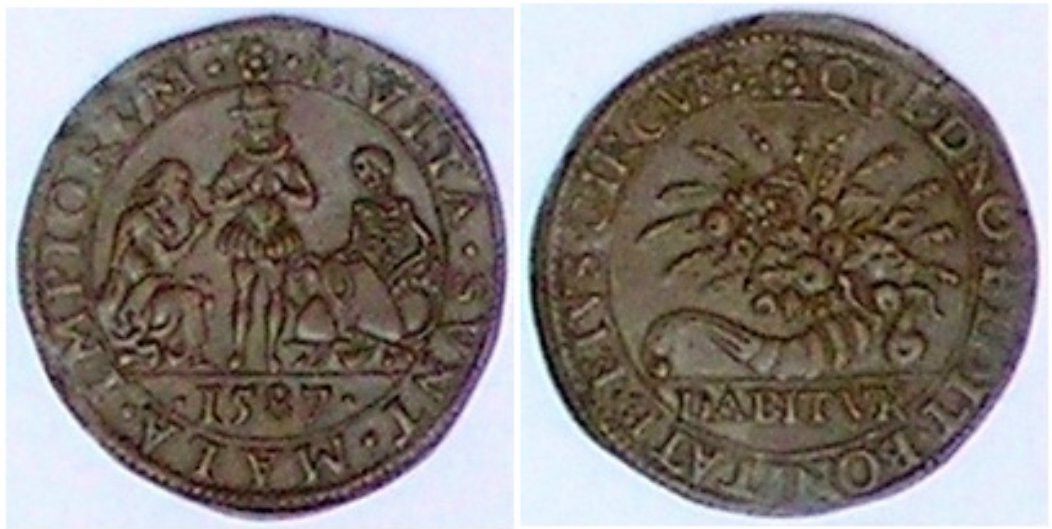
Jeton, Dordrecht 1587, op de hongersnood in Artois, Dug3143

Een rekenpenning geslagen in Dordrecht op het vernietigen van de Spaanse Armada, let op het gebroken schip in de afbeelding.

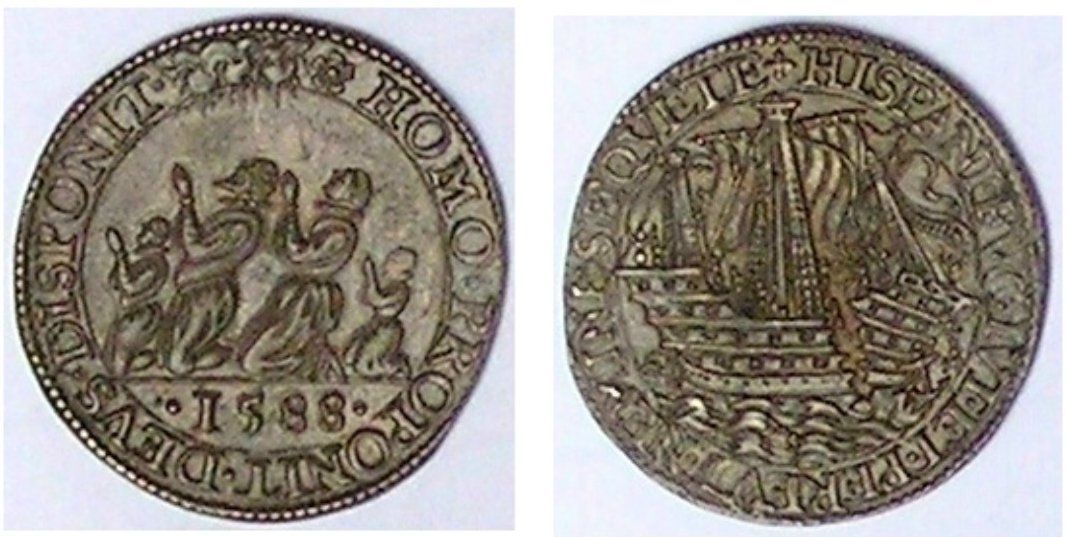
Jeton, Dordrecht 1588, op de vernietiging van de Armada, Dug3188

Een rekenpenning van Zeeland, geslagen in 1594 in Middelburg, met een allegorie op de geveinsde vredesvoorstellen. In de voorstelling biedt de Spaanse koning een Nederlander een olijftak aan, terwijl een verrader de laatste probeert te ontwapenen.

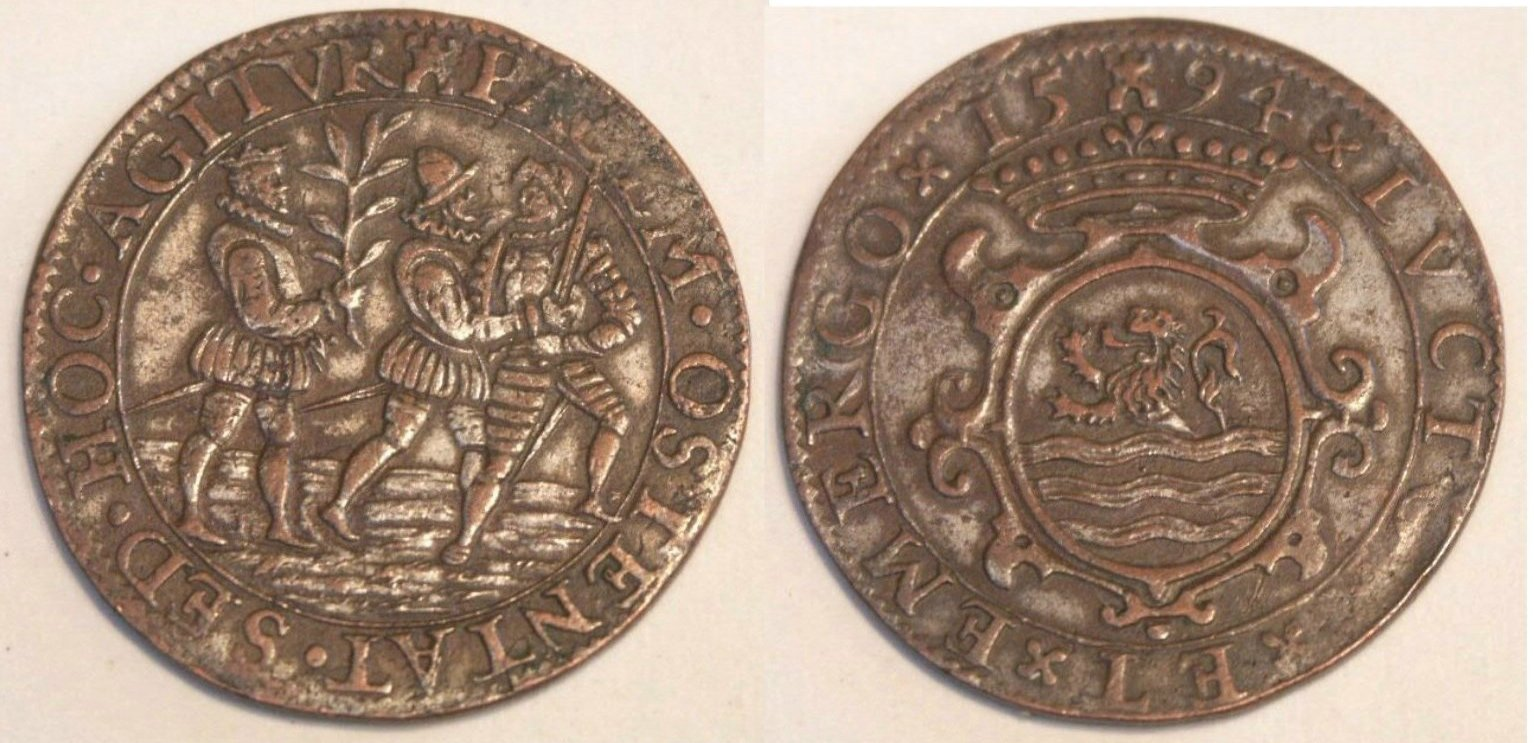
Jeton, Middelburg 1594, op de geveinsde vredesvoorstellen, Dug3334

Een rekenpenning - let op het Latijnse woord CALCVLVS (of wel rekenhulp) in de omtekst - geslagen in Utrecht op de slag bij Nieuwpoort.

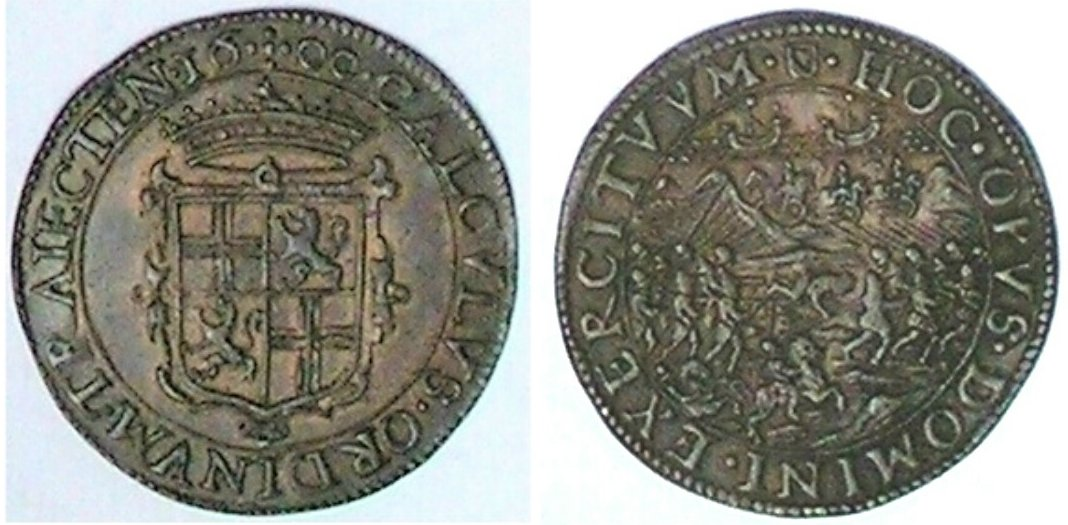
Jeton, Utrecht 1600, op het winnen van de slag bij Nieuwpoort, Dug3507

Vervolgens een Antwerpse rekenpenning op het 12-jarig bestand. Hierop zijn de zuidelijke bazen, het aartshertogelijk paar Albrecht en Isabella, afgebeeld. Op de keerzijde een caduceüs en twee cornucopiae, hoornen des overvloeds, symbolen voor handel en overvloed.

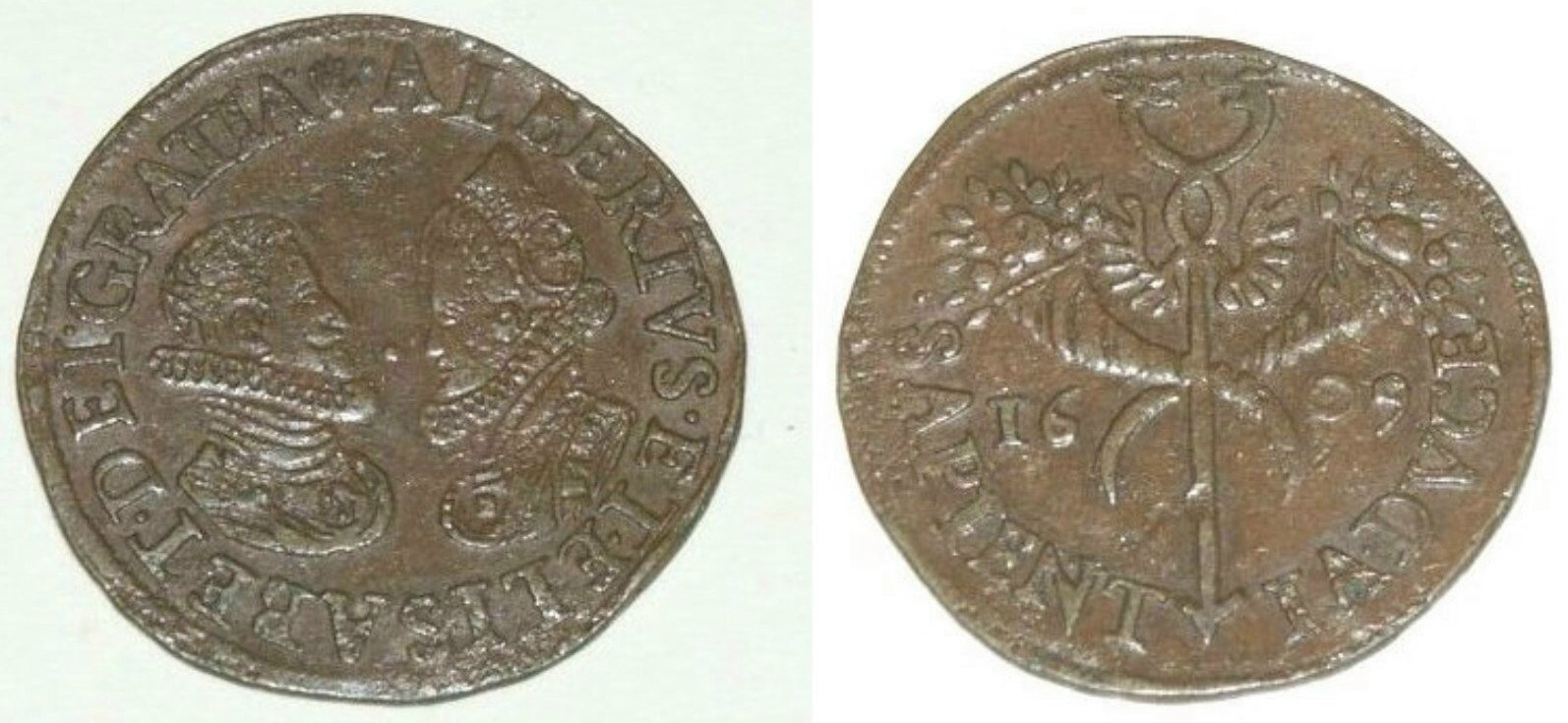
Jeton, Antwerpen 1609, op het 12-jarig bestand, Dug3647

Ten slotte een in Utrecht in 1629 geslagen rekenpenning. Het onderwerp is het ontzet door prins Frederik Hendrik van Amersfoort, Wesel en 's-Hertogenbosch. De tekst op de penning boven het wapen van de staten van Utrecht verwijst hiernaar. op de keerzijde een klein borstbeeld van de prins.

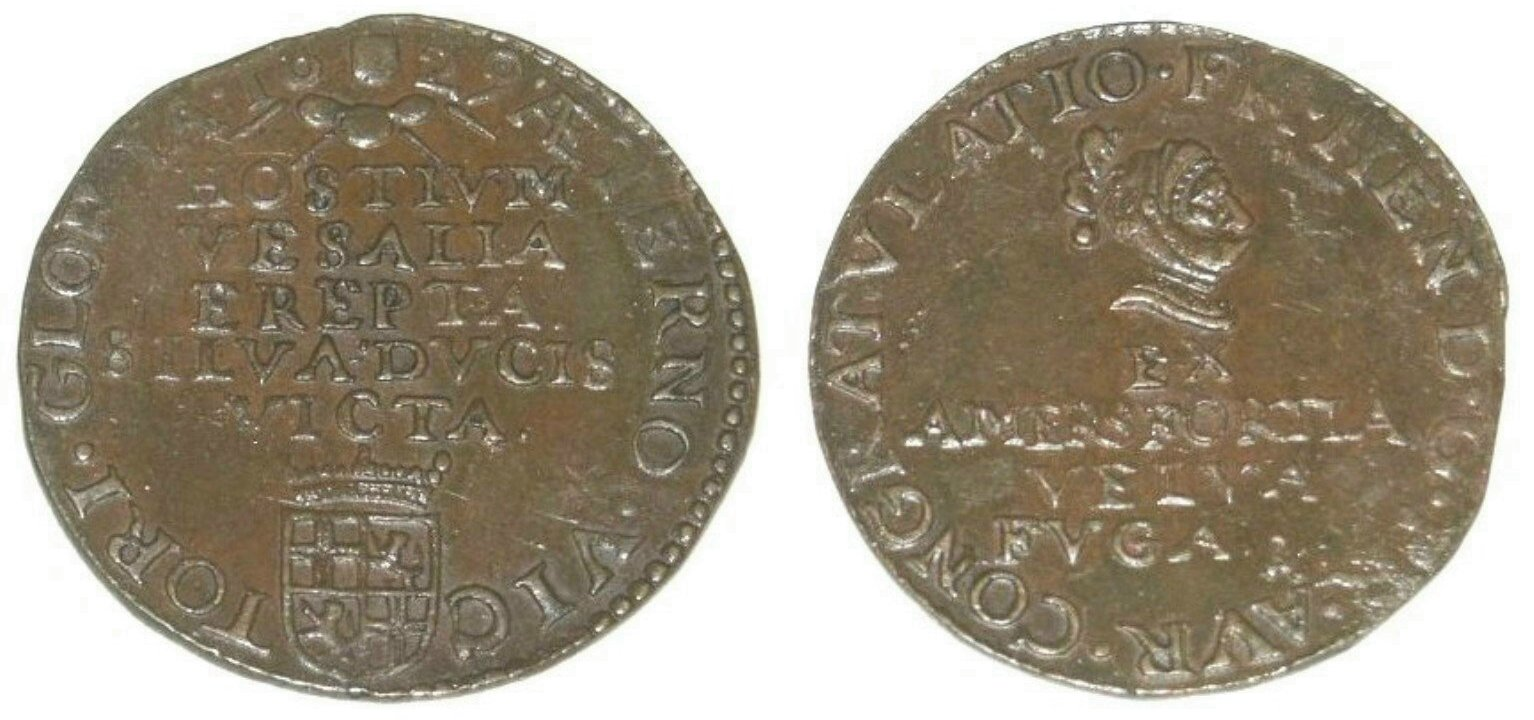
Jeton, Utrecht 1629, op de stedendwang door Frederik Hendrik, Dug3851